# Molella
Maurizio Molella, cuyo nombre artístico es Molella (nacido en Monza, Italia, el 6 de noviembre de 1964), es un disc jockey y productor musical italiano.

## Carrera
Molella se inicia a los catorce años cuando realizaba mezclas de cintas de casete para los amigos.
Después de graduarse como dibujante mecánico, se estrena como locutor en una pequeña radio de Muggiò: Radio Country. Desde 1984 suena como DJ en varios clubes en Milán hasta que en 1986 fue descubierto durante una noche por Danny Stucchi (gerente de la estación de los años ochenta) y llega a Radio Deejay, donde debutó como director, trabajando con Gerry Scotti y Amadeus. Un año después en el programa de 1-2-3 CASINO, Con Jovanotti comenzó una colaboración que le llevará tanto a la televisión como en la gira del 88, haciéndolo un DJ muy popular en Italia en el sector del House y el Hip hop, con el eslogan Molella martella.
La producción de su primer disco en 1990 titulado Je Vois de la etiqueta Underground del gruppo Media Records (después de su primer remix del año anterior, "Touch Me" de 49ers), en 1991 público Revolution, y en 1992 fue el turno de Free. Sigue Confusion en 1993, canción con la que se llevará a cabo el remix Italo dance de "Nella notte" de 883. Sus producciones continúan en 1994 con Change y en 1995 con la publicación de su primer álbum, "Originale Radicale Musicale", que contendrá sus éxitos anteriores Confusion y Change. junto al nuevo y homónimo sencillo Originale Radicale Musicale y de la que se extraerán el hit XS y If You Wanna Party realizado con el grupo de rap  estadounidense The Outhere Brothers.De 1991 a 1996, también participa en Deejay time de Albertino ofreciendo un Megamix especial de pocos minutos (su espacio fue nombrado "Megamix Planet").
En 1996 continúa la producción de la música Italo dance con "See The Difference", realizado junto al cantante de reggae Asher Senator. También en 1996, se convirtió en el productor de la cantante Gala y con el productor Phil Jay, Roberto Santini y Gianni Fontana, del dúo que ideó, Soundlovers. En 1997 comenzó una colaboración con Phil Jay, dando luz al sencillo "It's A Real World", y en 1998 con "With This Ring Let Me Go", tema que lleva la canción "Let Me Go!" de Heaven 17 quien junto a Fast Eddie, participando directamente en la creación de la canción.
En el 2000 regreso a producir sus piezas íntegramente en el segundo semestre del mismo año, cuando el nuevo sencillo "Genik", canción con la que cambia los sonidos considerablemente: el tema en mención cruza el umbral entre los sonidos del Italo dance y el del Hardstyle. En esta ocasión, será acompañado por su logo personal, que representa una M de color roja (la letra inicial de su nombre y su apellido). En marzo de 2001, la misma canción "Genik" estará acompañado por una versión cantada y será llamado "The World Of Genik".
El período de mayor éxito en las listas de música Italo dance inicia precisamente en el 2001: en abril, hace que la canción "Discotek People"; en junio hace el remix "Ti prendo e ti porto via" de Vasco Rossi. con el que gana la categoría de  "Mejor Remix" all' "Italian Dance Award 2001"; en septiembre realiza la canción cantada mitad en Inglés y la otra mitad en italiano "Love Lasts Forever", y en noviembre lanzó su segundo y nuevo álbum "Les Jeux Sont Faits"; A finales del mismo año, se llevó el primer lugar del "Discoparade del año 2001".

## Discografía

### Álbumes
- 1995: Originale Radicale Musicale
- 2001: Les jeux sont faits
- 2004: Made in Italy
- 2009: Mollywood

### Sencillos
- 1990 - Je vois
- 1991 - Revolution
- 1992 - Free
- 1993 - Confusion
- 1994 - Change
- 1995 - Originale Radicale Musicale
- 1995 - If you wanna party feat. The Outhere Brothers
- 1995 - XS
- 1996 - See The Difference (and Asher Senator)
- 1996 - Freed from Desire (Gala)
- 1997 - Come into my life (Gala)
- 1997 - It's A Real World (& Phil Jay feat. Nancy)
- 1998 - With this ring let me go (& Phil Jay present Heaven 17 meets Fast Eddie)
- 2000 - Genik
- 2001 - Discotek People
- 2001 - Love lasts forever
- 2001 - Listen
- 2002 - Whistle's party
- 2002 - T.V.A.B.
- 2002 - Magia
- 2003 - Baby!
- 2003 - Desert Of Love
- 2004 - Sunshine
- 2004 - Con Il Nastro Rosa feat. Gigi d'Agostino (Gigi & Molly)
- 2004 - Tell Me
- 2004 - Soleado (Gigi & Molly)
- 2005 - Village Groove
- 2005 - If you wanna party 2005 feat. The Outhere Brothers
- 2006 - From Space To My Life
- 2006 - Love Resurrection
- 2007 - Sharm el Sheick
- 2007 - Desire
- 2009 - Atmosphere
- 2010 - Revolution (electronic remix)
- 2010 - Paradise feat Alessia D'Andrea
- 2012 - Let Me Give You More
- 2013 - Everything (Molella, Rudeejay, Matteo Sala ft H Boogie)
- 2013 - You And Me Forever ft. Adam Savage
- 2014 - Who's The Man
- 2014 - Back Flip ft. Susan Tyler, Brumotti

### Remixes
- Gloria Gaynor – Never Can Say Goodbye (Molella Version) (1990)
- 49ers – Touch Me (Sexual Remix) (1990)
- 49ers – How Longer (1991)
- 49ers – Move Your Feet (1991)
- 883 – Nella Notte (1993)
- Jordy – Alison (Baby Mix by Fargetta & Molella) (1993)
- Musical Youth – Pass The Dutchie (1994)
- Datura feat. Steve Strange – Fade To Grey (1994)
- Jovanotti – Penso Positivo (1994)
- Aqua – Doctor Jones (1997)
- Boy George – Love Is Leaving (1997)
- Vasco Rossi – Rewind (1999)
- Vasco Rossi – Ti Prendo E Ti Porto Via (2001)
- DB Boulevard – Point of View (Molella Vs Gabry Ponte Remix) (2002)
- ATB – I Don't Wanna Stop (2003)
- Gemelli Diversi – Mary (2003)
- Rino Gaetano – Ma Il Cielo è Sempre Più Blu (2003)
- Safeway – I'm In Love (2003)
- Claudio Simonetti – The Dealer (2004)
- Lucio Battisti – Con Il Nastro Rosa (2004)
- Vasco Rossi –  Buoni O Cattivi (2004)
- Phil Jay – Samba (2005)
- Vasco Rossi – Cosa Vuoi Da Me (2005)
- Luciano Ligabue – Happy Hour (2005)
- Calvin Harris – The Girls (2007)
- Lexter – Freedom To Love (2007)
- The Potbellez – Don't Hold Back (2007)
- David Morales – I Make You Gaga (2010)
- Deal – Shine (2010)
- Deepside Deejays – Beautiful Days (2010)
- Die Vogel – Blaue Moschee (2010)
- DJ Nick – Eyo Eyo (2010)
- Duck Sauce – Barbra Streisand (2010)
- Edward Maya & Vika Jigulina – Stereo Love (2010)
- Get Far & H-Boogie – The Radio (2010)
- Jerma pres. Kelvin Scott – Just On Day (2010)
- Missy Elliot, Timbaland & Ginuwine – Get Involved (2010)
- Mondomarcio – MP3 (2010)
- Carmen Consoli – AAA Cercasi (2011)
- Bentu De Soli – "Pearls Of Summer"(2011)
- The Weekenders – Boogie (2011)
- Erick Violi, El Indio – La Linda (2011)
- MPJ – Sex, Love, House Music (2011)
- The Stylist feat. Andrea Love – The Lights (2012)
- DJ Eddy–N Feat. IVA & Heat – Be Free (Molella Remix) (2012)
- Fly Project – Musica (Molella Remix) (2012)
- DJ Antoine & Mad Mark – Broadway (Molella Remix) (2012)
- DJ Ross Feat. Marvin – Baker Street (Molella Remix) (2013)
- The Soundlovers – Surrender 2013 (Molella & Alex Nocera Remix) (2013)